# Riukiu (provincie)

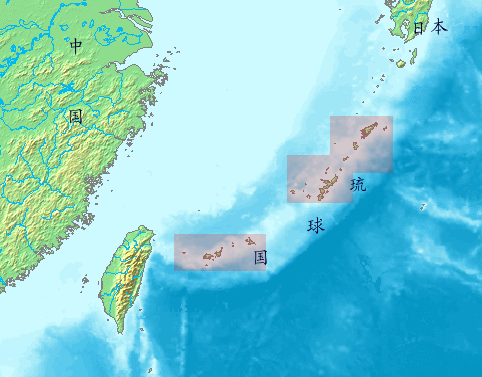
Locatie van Riukiu

Riukiu (Japans: 琉球国, Riukiu no kuni) is een voormalige provincie van Japan, het besloeg het grootste deel van de Riukiu-eilanden.
Oorspronkelijk was het Koninkrijk Riukiu een onafhankelijke staat, en later afhankelijk, in naam, van China. In 1590 vroeg Toyotomi Hideyoshi het koninkrijk om hulp bij zijn invasie van Korea. Aangezien het Koninkrijk Ryūkyū zich beschouwde als tribuutstaat van de Chinese Ming-dynastie en het neutraal stond tegenover Korea, was er een grote weerstand om direct deel te nemen aan de invasie. Japan nam uiteindelijk via een invasie de macht in Riukiu over. Het bleef lange tijd een apart koninkrijk, totdat het in 1872 geannexeerd werd als provincie. Dit ondanks het feit dat het provinciesysteem reeds in 1871 was afgeschaft.